# دورک شاپوری
دورک شاپوری(اناری)، روستایی در دهستان مشایخ از توابع بخش ناغان شهرستان کیار از توابع استان چهارمحال و بختیاری است. این روستا، قطب تولید محصول انار در منطقه می‌باشد. آبشار دره عشق در نزدیکی این روستا قرار دارد.

## جمعیت
این روستا در دهستان مشایخ قرار دارد و براساس سرشماری مرکز آمار ایران در سال ۱۳۸۵، جمعیت آن ۱۸ نفر (۶خانوار) بوده‌است.